# Josefina
Josefina là một đô thị hạng 6 ở tỉnh Zamboanga del Sur, Philippines. Theo điều tra dân số năm 2000, đô thị này có dân số 8.758 người trong 1.773 hộ.

## Các đơn vị hành chính
Josefina, về mặt hành chính, được chia thành 14 khu phố (barangay).
- Bogo Calabat
- Dawa (Diwa)
- Ebarle
- Gumahan (Pob.)
- Leonardo
- Litapan
- Lower Bagong Tudela
- Mansanas
- Moradji
- Nemeño
- Nopulan
- Sebukang
- Tagaytay Hill
- Upper Bagong Tudela (Pob.)